# 魔法少女になり隊
魔法少女になり隊（まほうしょうじょになりたい）は、日本の3人組バンド。略称はましょ隊。

## 概要
2014年1月結成時よりロールプレイングゲームとロックバンドを融合させた「RPG系バンド」というコンセプトを掲げ活動していたが、2020年10月より、設定を解除してラウドロックバンドとして再スタートを切った（後述）。

### 「RPG系バンド」時代
2020年10月以降より「RPG系バンド」のコンセプトを解除しているが、解除以前は以下のような設定付けが行われていた。
バンドメンバーはそれぞれ「魔法少女になり隊」というゲームの登場人物であるとし、リスナーはゲームのプレイヤーとしている。また、発表音源やライブにおいても「ゲーム」の要素を打ち出しており、過去にはファミコンのゲームソフトをモチーフとしたパッケージでアルバムのリリースが行われた。

### バンドへの評価
上記の通りRPG設定を貫く活動を行っていたが、サカナクションの山口一郎はラジオ番組『SCHOOL OF LOCK!』のミニコーナー『サカナLOCKS!』において本バンドに対し懐疑的な姿勢を示しており、「真剣にゲームを作っている人たちが（このバンドを）どう思うのか」「自分たちの音楽を伝えたい為にゲームを利用しているのでは」という旨のコメントを残している。

## メンバー
火寺バジル（かじバジル）
ボーカル 担当。RPG系バンド時代は魔法少女見習いの設定だった。
「バジル」の名は自身が過去にプレイしていたMMORPG『メイプルストーリー』におけるハンドルネームから由来している。
RPG設定時代はボーカルを務める一方で喋ることが不可能であったため、ライブMCやインタビュー、ラジオのみならず、楽屋でのコミュニケーションにおいても徹底して筆談でコミュニケーションを取っていた。歌唱はクリーンボーカルが中心だが、楽曲「完全無敵のぶっとバスターX」ではラップに挑んでいる。
gari（がり）
VJ・ボーカル 担当。RPG系バンド時代は妖精の設定だった。
当初はVJにのみ専念する予定だったが、ウイの助言によりステージ上でのパフォーマンスも行うこととなった。
ウイ・ビトン
ギター 担当。RPG系バンド時代はスナイパーの設定だった。
名前の由来はルイ・ヴィトンから（ただし、「ウイ」については本名であることを明かしている）。

### 旧メンバー
あだるとゆうくん
ベース 担当。
現在はプロデュースを手掛けている。
明治
ギター担当。楽曲「ヒトリ サク ラジオ」ではボーカルを務めている。RPG系バンド時代は女剣士の設定だった。
2021年4月12日、体調不良によりバンドを脱退する事を発表。

## 来歴
- 2014年
  - 1月 - 結成。
  - 8月 - rockin'onが主催するコンテスト「RO69JACK 2014」にて優勝し、ROCK IN JAPAN FESTIVAL 2014に初出場する[11]。
- 2015年
  - 1月 - JACKMAN RECORDSより1stミニアルバム『冒険の書1』をリリースし、2月～3月にかけて全7公演のリリース・ツアーを行う[12]。
- 2016年
  - 9月 - ソニー・ミュージックレコーズより『KI-RA-RI』でメジャーデビュー。
- 2018年
  - 1月 - 自身最大規模となるワンマンライブ [魔法少女になり隊 ワンマンツアー～まだ知らぬ勇者たちへ～]をSHIBUYA TSUTAYA O-EASTにて開催。ソールドアウトを記録。
  - 4月 - メジャー4thシングル『▶START』が自身初のタイアップとなるアニメ「パズドラ」のエンディングテーマに起用される[13]。
- 2020年
  - 1月 - 火寺バジルが声帯ポリープの手術を受けるためライブ活動を休止[14]。
  - 10月14日 - YouTubeにて緊急生配信「ましょ隊、やめるってよ」を行う。火寺バジルが筆談で約1時間、しゃべらなくなった経緯、弱い自分への葛藤、バンドに対してファンに対しての想いの丈を綴った。そして最後にマスクを取り、RPGバンド設定の解除を発表した。[15]（公式サイトでは、『バジルの呪いが解けた』と表現している）

## タイアップ
| 曲名         | タイアップ                                                                |
| ------------ | ------------------------------------------------------------------------- |
| 革命のマスク | KTV「ミュージャック」エンディングテーマ NBN「BOMBER-E」エンディングテーマ |
| ▶START       | TX系アニメ「パズドラ」エンディングテーマ                                  |
| トロイメライ | TX系アニメ「パズドラ」エンディングテーマ                                  |

## 動画

### ミュージックビデオ
| 公開日     | 監督     | 曲名                                          | 備考          |
| ---------- | -------- | --------------------------------------------- | ------------- |
| 2016/09/01 | 志賀匠   | KI-RA-RI (YouTube ver.)                       |               |
| 2017/01/04 | 志賀匠   | 革命のマスク                                  | 出演:高橋名人 |
| 2017/04/27 |          | ヒメサマスピリッツ                            |               |
| 2017/08/26 | 荒船泰廣 | 完全無敵のぶっとバスターX                     |               |
| 2018/06/01 |          | ▸START                                        |               |
| 2019/01/22 | ZUMI     | アーバン∀タネモノガタリ                       |               |
| 2019/09/04 |          | メリーゴー エンドオブザワールド(audio)        |               |
| 2019/10/02 |          | メリーゴー エンドオブザワールド(lyric)        |               |
| 2019/10/25 |          | メリーゴーエンドオブザワールド -YouTube Edit- |               |

### その他
| 公開日     | タイトル                                                                           |
| ---------- | ---------------------------------------------------------------------------------- |
| 2016/09/01 | 序章                                                                               |
| 2017/01/06 | LIVE映像 ～冒険の書1～                                                             |
| 2017/05/02 | 2017TOUR FINAL ［LIVE AT SHIBUYA TSUTAYA O-WEST］DIGEST                            |
| 2017/05/10 | ヒメサマスピリッツ ALL SONGS PREVIEW                                               |
| 2017/08/01 | 完全無敵のぶっとバスターX LIVE AT 2017.07.02 SHIBUYA / TOKYO                       |
| 2017/09/12 | 魔法少女になり隊～まだ知らぬ勇者たちへ～ all songs preview                         |
| 2017/09/20 | ［魔法少女になりな祭］ LIVE AT 2017.07.02 SHIBUYA / TOKYO DIGEST                   |
| 2018/04/16 | SPECIAL STORY SPOT -外伝-（第1話）                                                 |
| 2018/04/23 | SPECIAL STORY SPOT -外伝-（第2話）                                                 |
| 2018/04/30 | SPECIAL STORY SPOT -外伝-（第3話）                                                 |
| 2018/05/07 | SPECIAL STORY SPOT -外伝-（第4話）                                                 |
| 2018/05/14 | SPECIAL STORY SPOT -外伝-（第5話）                                                 |
| 2018/05/21 | SPECIAL STORY SPOT -外伝-（第6話）                                                 |
| 2018/05/28 | SPECIAL STORY SPOT -外伝-（第7話）                                                 |
| 2018/05/28 | ▸START ALL SONGS PREVIEW                                                           |
| 2018/06/04 | SPECIAL STORY SPOT -外伝-（第8話）                                                 |
| 2018/06/11 | SPECIAL STORY SPOT -外伝-（第9話）                                                 |
| 2018/06/18 | SPECIAL STORY SPOT -外伝-（第10話）                                                |
| 2018/06/18 | ワンマンツアー～まだ知らぬ勇者たちへ～ LIVE AT 01.28 SHIBUYA TSUTAYA O-EAST DIGEST |
| 2019/01/15 | ∀ ALL SONGS PREVIEW                                                                |